# サンタローザ郡 (フロリダ州)
サンタローザ郡（英: Santa Rosa County）は、アメリカ合衆国フロリダ州の西部に位置する郡である。人口は18万8000人（2020年）。郡庁所在地はミルトン市であり、同郡で人口最大の都市である。

## 歴史
サンタローザ郡は1842年に設立された。郡名はローマ・カトリック教会の聖人ローザ・デ・ビテルボに因んで名付けられた。

## 地理
アメリカ合衆国国勢調査局に拠れば、郡域全面積は1,173.57平方マイル (3,039.5 km2)であり、このうち陸地1,016.93平方マイル (2,633.8 km2)、水域は156.65平方マイル (405.7 km2)で水域率は13.35%である。
サンタローザ郡はペンサコーラ・フェリーパス・ブレント大都市圏に属している。

### 地域
サンタローザ郡は3つの地域に分けられる。すなわち南サンタローザ、中央サンタローザ、北サンタローザである。各地域は郡内を通る東西方向の幹線道を中心にしている。
南サンタローザは東とホリーとナバレから、ガルフブリーズ半島（フェアポイント半島）西端のガルフブリーズまでであり、アメリカ国道98号線に沿っている。未編入の町ナバレビーチを含むサンタローザ島の一部もこの中に入る。水域ではサンタローザ・サウンド、ペンサコーラ湾、イースト湾があり、地域住民の家屋や生活様式に強く影響している。西にあるペンサコーラ市、東にあるハールバートフィールド、フォートウォル音ビーチ、エグリン空軍基地のベッドタウンとして急速に成長している。ウィッティングフィールド、NOLFスペンサーフィールド、および元エリソンフィールドにはアメリカ海軍が基地を構えている。
中央サンタローザはペンサコーラ湾より北、北部とを分ける広大な森林より南である。大西洋岸のセントオーガスティンからメキシコ湾のニューオーリンズとその先まで続く「オールド・スパニッシュ・トレイル」沿いに発展した。現在はアメリカ国道90号線がこのトレイルと密に並行している。このトレイルとブラックウォーター川が交差する所に郡庁所在地のミルトン市がある。ミルトンの西には成長速度の高いペースの町があり、郡内や西隣のエスカンビア郡の工場で働く人々の大規模ベッドタウンとなり、郡西部の中心になっている。州間高速道路10号線も通っている。
北サンタローザは森林と農地である。唯一の町はジェイである。エスカンビア郡、サンタローザ郡、東のオカルーサ郡の北部を抜ける州道4号線沿いが開発されている。ジェイ周辺の大規模油田とガス田で大量の石油を産出したので、多くの農夫が1970年代から1980年代に大金持ちになったが、油田が枯渇し、今日ではほとんど生産していない。大半の市民はその生活のために農業や林業に戻った。
州道87号線が郡内を南北に走っており、南はアメリカ国道98号線から北のアラバマ州境ブリュートン近くまで伸びて、アラバマ州道41号線に接続している。この道路はハリケーンに襲われた場合の緊急避難路である。

### 隣接する郡
- エスカンビア郡 (アラバマ州) - 北
- オカルーサ郡 - 東
- エスカンビア郡 - 西

### 国立保護地域
- チョクトーハチー国立の森（部分）

## 郡政府
郡政委員会は郡の立法と政策決定の機関であり、フロリダ州法第125章の規定に基づいている。委員会は全ての法を成立させ、郡内の計画や出費を承認する。職業的に訓練された郡管理官を雇用し、日々の政策実行と予算管理を行わせている。
郡政委員会は郡全体から選ばれる5人の委員で構成されている。各委員は選出を求める特定地域に住んでいる必要がある。毎年議長と副議長を互選で選び、会合を主宰させている。
通常会期は毎月第2および第4火曜日の午前9時に、ミルトン市カロライン通り6495にある管理センターの委員会室で開会されている。招集会合やワークショップは定期的に行われ、公開されている。

## 人口動態
以下は2000年国勢調査による人口統計データである。
| 基礎データ - 人口: 117,743人 - 世帯数: 43,793 世帯 - 家族数: 33,326 家族 - 人口密度: 45人/km2（116人/mi2） - 住居数: 49,119軒 - 住居密度: 19軒/km2（48軒/mi2） 人種別人口構成 - 白人: 90.72% - アフリカン・アメリカン: 4.25% - ネイティブ・アメリカン: 1.01% - アジア人: 1.30% - 太平洋諸島系: 0.08% - その他の人種: 0.67% - 混血: 1.98% - ヒスパニック・ラテン系: 2.52% 年齢別人口構成 - 18歳未満: 26.6% - 18-24歳: 7.2% - 25-44歳: 31.1% - 45-64歳: 24.1% - 65歳以上: 11.0% - 年齢の中央値: 37歳 - 性比（女性100人あたり男性の人口） - 総人口: 100.6 - 18歳以上: 97.9 | 世帯と家族（対世帯数） - 18歳未満の子供がいる: 36.5% - 結婚・同居している夫婦: 62.2% - 未婚・離婚・死別女性が世帯主: 10.2% - 非家族世帯: 23.9% - 単身世帯: 19.3% - 65歳以上の老人1人暮らし: 6.6% - 平均構成人数 - 世帯: 2.63人 - 家族: 3.00人 収入と家計 - 収入の中央値 - 世帯: 41,881米ドル - 家族: 46,929米ドル - 性別 - 男性: 34,878米ドル - 女性: 22,304米ドル - 人口1人あたり収入: 20,089米ドル - 貧困線以下 - 対人口: 9.8% - 対家族数: 7.9% - 18歳未満: 12.6% - 65歳以上: 7.5% |

## 都市と町

### 法人化自治体
1. ミルトン市 - 郡庁所在地
2. ガルフブリーズ市
3. ジェイ町

### 未編入の町
- バグダッド
- マンソン
- ナバレ
- ナバレビーチ
- ペース
- オリオールビーチ

### メディア
- Northwest Florida Daily News
- Santa Rosa Press Gazette newspaper that serves Santa Rosa County, Florida, available in full-text with images in Florida Digital Newspaper Library
- The EscaRosa Press  newspaper that serves Santa Rosa County Florida,Digital Newspaper

### 政府関連
- Santa Rosa County Board of County Commissioners
- Santa Rosa County Supervisor of Elections
- Santa Rosa County Property Appraiser
- Santa Rosa County Sheriff's Office
- Santa Rosa County Tax Collector
- TEAM Santa Rosa Economic Development Council
- Santa Rosa County GIS Mapping System

### 特殊地区
- Santa Rosa County School District
- Northwest Florida Water Management District

### 司法関連
- Santa Rosa County Clerk of Courts
- Public Defender, 1st Judicial Circuit of Florida serving Escambia County, Santa Rosa County, Okaloosa County, and Walton County
- Office of the State Attorney, 1st Judicial Circuit of Florida
- Circuit and County Court for the 1st Judicial Circuit of Florida

### 観光
- Santa Rosa County Tourist Development Council
- Santa Rosa County Chamber of Commerce

### 民間
- Junior League of Pensacola

### 病院
- Santa Rosa Medical Center Hospital and Emergency Room located in Milton, Florida

座標: 北緯30度42分 西経87度01分 / 北緯30.70度 西経87.02度